# Børge Lund
Børge Lund (Bodø, 13 de marzo de 1979) es un exjugador de balonmano noruego que jugaba de central. Fue un componente de la selección de balonmano de Noruega.

## Palmarés

### Kiel
- Liga de Alemania de balonmano (3): 2008, 2009, 2010
- Copa de Alemania de balonmano (2): 2008, 2009
- Liga de Campeones de la EHF (1): 2010
- Supercopa de Europa de Balonmano (1): 2007
- Supercopa de Alemania de balonmano (1): 2008

### Bodø HK
- Copa de Noruega de balonmano (1): 2015

## Clubes

### Como jugador
| Club                | País      | Año         |
| ------------------- | --------- | ----------- |
| Bodø HK             | Noruega   | 1990 - 2002 |
| Aalborg HB          | Dinamarca | 2002 - 2006 |
| HSG Nordhorn-Lingen | Alemania  | 2006 - 2007 |
| THW Kiel            | Alemania  | 2007 - 2010 |
| Rhein-Neckar Löwen  | Alemania  | 2010 - 2012 |
| Füchse Berlin       | Alemania  | 2012 - 2013 |
| Bodø HK             | Noruega   | 2013 - 2015 |

### Como entrenador
| Club                           | País    | Año         |
| ------------------------------ | ------- | ----------- |
| Bodø HK                        | Noruega | 2013 - 2016 |
| Selección de Noruega (adjunto) | Noruega | 2016 - Act. |